# Brylewo (województwo wielkopolskie)
Brylewo – wieś w Polsce położona w województwie wielkopolskim, w powiecie leszczyńskim, w gminie Krzemieniewo. 
Tu urodził się 30 listopada 1916 roku Józef Ponikiewski − adiutant generała Władysława Sikorskiego, naczelnego wodza polskich sił zbrojnych i premiera rządu na uchodźstwie.
W latach 1975−1998 miejscowość administracyjnie należała do województwa leszczyńskiego.

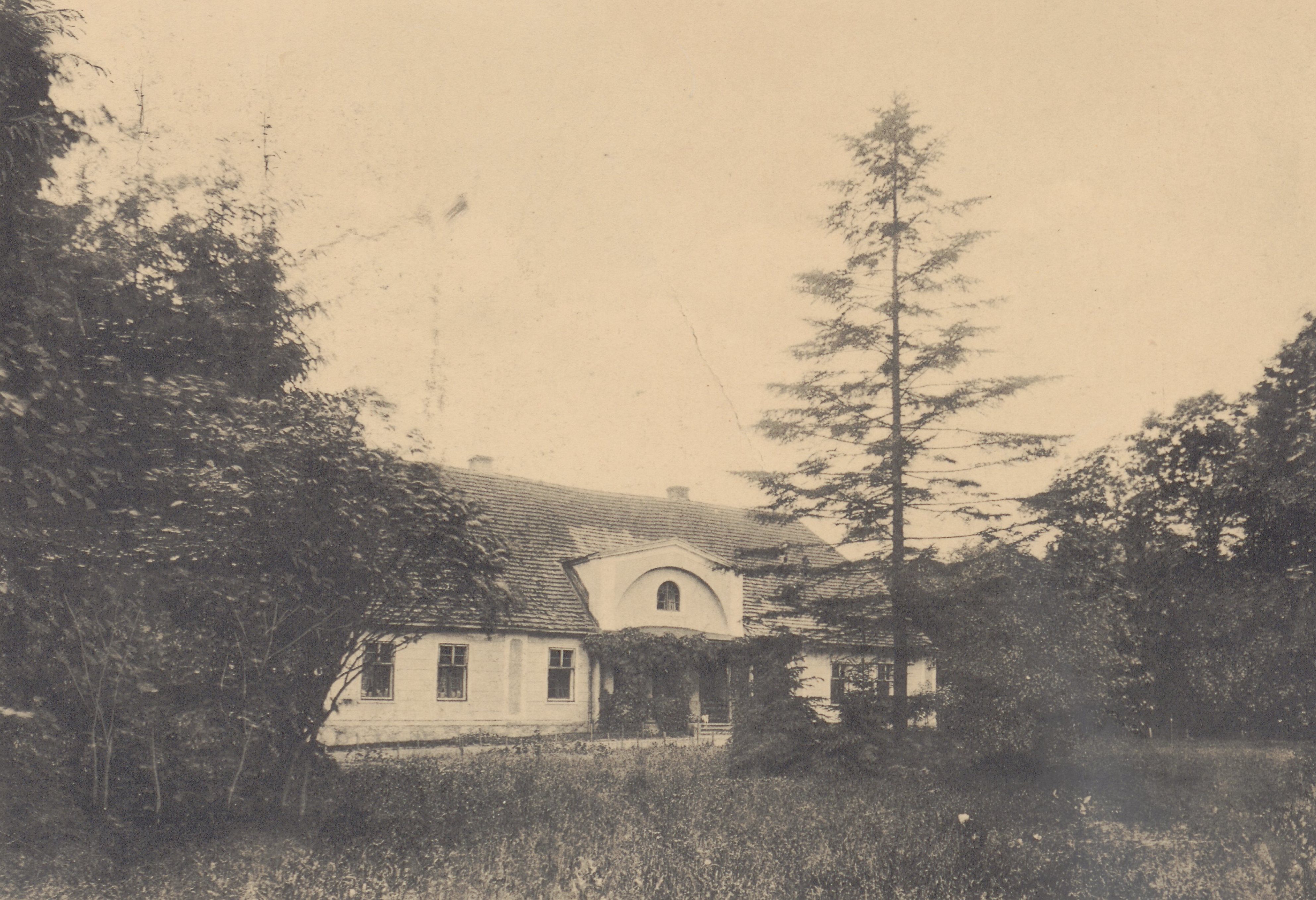
Dwór w Brylewie przed 1912